# Xanthophyllum pulchrum
Xanthophyllum pulchrum är en jungfrulinsväxtart. Xanthophyllum pulchrum ingår i släktet Xanthophyllum och familjen jungfrulinsväxter.

## Underarter
Arten delas in i följande underarter:
- X. p. pulchrum
- X. p. stapfii